# Emmanuel Kipsang
Emmanuel Kiprono Kipsang (ur. 13 czerwca 1991) – kenijski lekkoatleta specjalizujący się w biegach długodystansowych.
Srebrny i brązowy medalista światowych igrzysk wojskowych oraz uczestnik mistrzostw świata w Pekinie (2015).
Medalista mistrzostw Kenii.

## Osiągnięcia
| Rok  | Impreza                             | Miejsce   | Konkurencja           | Lokata     | Wynik    |
| ---- | ----------------------------------- | --------- | --------------------- | ---------- | -------- |
| 2015 | Mistrzostwa świata                  | Pekin     | bieg na 5000 metrów   | eliminacje | 13:46,43 |
| 2015 | Światowe wojskowe igrzyska sportowe | Mungyeong | bieg na 5000 metrów   | 3. miejsce | 13:31,48 |
| 2015 | Światowe wojskowe igrzyska sportowe | Mungyeong | bieg na 10 000 metrów | 2. miejsce | 28:03,86 |

## Rekordy życiowe
- Bieg na 3000 metrów – 7:37,05 (2015)
- Bieg na 5000 metrów – 13:08,55 (2015)
- Bieg na 10 000 metrów – 27:22,99 (2016)
- Półmaraton – 1:00,14 (2016)